# Karsen Dorwart
Karsen Dorwart, född 17 september 2002, är en amerikansk professionell ishockeyforward som spelar för Philadelphia Flyers i National Hockey League (NHL).
Han har tidigare spelat för Michigan State Spartans i National Collegiate Athletic Association (NCAA) och Sioux Falls Stampede i United States Hockey League (USHL).
Dorwart blev aldrig NHL-draftad.

## Statistik
| Källa: Utv = Utvisningsminuter Uppdaterad: 2025-04-06 | Källa: Utv = Utvisningsminuter Uppdaterad: 2025-04-06 | Källa: Utv = Utvisningsminuter Uppdaterad: 2025-04-06 |             | Grundserie  | Grundserie  | Grundserie  | Grundserie  | Grundserie  |             | Slutspel    | Slutspel    | Slutspel    | Slutspel    | Slutspel    |
| Säsong                                                | Lag                                                   | Liga                                                  | Matcher     | Mål         | Assists     | Poäng       | Utv         | Matcher     | Mål         | Assists     | Poäng       | Utv         |             |             |
| ----------------------------------------------------- | ----------------------------------------------------- | ----------------------------------------------------- | ----------- | ----------- | ----------- | ----------- | ----------- | ----------- | ----------- | ----------- | ----------- | ----------- | ----------- | ----------- |
| 2017–2018                                             | San Jose Jr. Sharks U15                               | T1EHL                                                 | 25          | 11          | 7           | 18          | 10          | —           | —           | —           | —           | —           |             |             |
| 2018–2019                                             | San Jose Jr. Sharks U16                               | T1EHL                                                 | 29          | 11          | 11          | 22          | 6           | —           | —           | —           | —           | —           |             |             |
|                                                       | San Jose Jr. Sharks U16                               |                                                       | 44          | 22          | 27          | 49          | 14          | —           | —           | —           | —           | —           |             |             |
|                                                       | Willow Glen Rams                                      |                                                       | 7           | 12          | 6           | 18          | 6           | —           | —           | —           | —           | —           |             |             |
| 2019–2020                                             | Hotchkiss Bearcats                                    |                                                       | 26          | 12          | 14          | 26          | 8           | —           | —           | —           | —           | —           |             |             |
|                                                       | Springfield Rifles                                    |                                                       | 7           | 3           | 4           | 7           | 0           | 2           | 0           | 0           | 0           | 4           |             |             |
| 2020–2021                                             | Hotchkiss Bearcats                                    |                                                       | Spelade ej. | Spelade ej. | Spelade ej. | Spelade ej. | Spelade ej. | Spelade ej. | Spelade ej. | Spelade ej. | Spelade ej. | Spelade ej. | Spelade ej. | Spelade ej. |
| 2021–2022                                             | Sioux Falls Stampede                                  | USHL                                                  | 61          | 9           | 16          | 25          | 6           | —           | —           | —           | —           | —           |             |             |
| 2022–2023                                             | Michigan State Spartans                               | NCAA                                                  | 38          | 10          | 17          | 27          | 8           | —           | —           | —           | —           | —           |             |             |
| 2023–2024                                             | Michigan State Spartans                               | NCAA                                                  | 38          | 15          | 19          | 34          | 28          | —           | —           | —           | —           | —           |             |             |
| 2024–2025                                             | Philadelphia Flyers                                   | NHL                                                   | 1           | 0           | 0           | 0           | 0           | —           | —           | —           | —           | —           |             |             |
|                                                       | Michigan State Spartans                               | NCAA                                                  | 35          | 13          | 18          | 31          | 12          | —           | —           | —           | —           | —           |             |             |
| NHL totalt                                            | NHL totalt                                            | NHL totalt                                            | 1           | 0           | 0           | 0           | 0           | —           | —           | —           | —           | —           |             |             |
| NCAA totalt                                           | NCAA totalt                                           | NCAA totalt                                           | 111         | 38          | 54          | 92          | 48          | —           | —           | —           | —           | —           |             |             |